# Balsas
Balsas est une ville du sud de l'État du Maranhão au Brésil.

## Géographie
Elle se situe par une latitude de 07° 31' 58" sud et par une longitude de 46° 02' 09" ouest, à une altitude de 247 mètres. Sa population était estimée à 73 884 habitants en 2006. La municipalité s'étend sur 13 141 km².
Balsas possède un aéroport (code AITA : BSS).

## Maires
| Période | Période | Identité                           | Étiquette | Qualité |
| ------- | ------- | ---------------------------------- | --------- | ------- |
| 2009    | 2012    | Francisco de Assis Milhomem Coelho | PMDB      |         |